# Válka Bošin
Válka Bošin (japonsky 戊辰戦争, Bošin sensó) byla japonská občanská válka z let 1868–1869, vybojovaná mezi vládnoucím šógunátem Tokugawa a císařskou stranou, usilující o návrat politické moci císařskému dvoru.
Původ války vycházel z nespokojenosti mnoha šlechticů a mladých samurajů s nakládáním šógunátu s cizinci během otevírání Japonska západnímu světu v dekádě předcházející válce. Zvyšující se vliv Západu v ekonomice vedl k úpadku, podobně jako v asijských koloniích Západu. Spojenectví západních samurajů, především z knížectví Čóšú, Sacumy a Tosy, a dvorských úředníků si zajistilo kontrolu císařského dvora a ovlivňovalo mladého císaře Meidži. Vládnoucí šógun Jošinobu Tokugawa si uvědomil bezvýchodnost své situace a vzdal se svých politických pravomocí ve prospěch císaře. Doufal, že tímto krokem zachová svůj rod s příslibem možné účasti na budoucí vládě.
Nicméně vojenské přesuny císařských oddílů, stranické násilí v Edu a císařský dekret prosazený Sacumou a Čóšú a rušící rod Tokugawa přinutil Jošinobua Tokugawu zahájit vojenské tažení na obsazení císařova dvora v Kjótu. Válečné štěstí se přiklonilo na stranu menší, ale relativně modernizované císařské strany a po sérii bitev vrcholící pádem Eda se šógun vzdal. Ti, kdo zůstali věrní rodu Tokugawa, uprchli do severního Honšú a později na Hokkaidó, kde založili Republiku Ezo. Porážka v bitvě o Hakodate zlomila jejich odpor a císař tak získal svrchovanou vládu nad celým Japonskem, čímž byla ukončena vojenská fáze reforem Meidži.
Během konfliktu bylo mobilizováno okolo 120 000 mužů, z nichž padlo asi 3 500. Nakonec vítězná císařská frakce opustila svůj záměr vyhnat cizince z Japonska a místo toho přijala politiku pokračující modernizace s důrazem na možné budoucí přehodnocení nerovných dohod se západními mocnostmi. Na naléhání Takamoriho Saigóa, prominentního vůdce císařské strany, byla tokugavským stoupencům prokázána shovívavost a mnoha vedoucím osobám šógunátu byly později uděleny posty v nové vládě.
Válka Bošin svědčila o pokročilém stádiu modernizace, které Japonsko již dosáhlo, když využilo a sledovalo úroveň vývoje podobnou industrializovaným západním státům, ale s odmítnutím Západem vnuceného volného obchodu, který by podlomil jeho ekonomiku, vysokého stupně angažování západních zemí, především Velké Británie a Francie, v domácí japonské politice a poměrně bouřlivého zavedení císařské moci. Po čase byla válka Japonci a ostatními, kdo pokládají reformy Meidži za „nekrvavou revoluci“ i přes počet ztrát, zromantizována.

## Politické pozadí

### Počátky nespokojenosti se šógunátem
Po dvě staletí před rokem 1854 Japonsko značně omezovalo výměnu s cizími zeměmi, s výjimkou Koreje skrze Cušimu, čchingskou Čínou skrze Rjúkjú a Nizozemci skrze obchodní stanici v Dedžimě. Roku 1854 otevřel komodor Perry Japonsko celosvětovému obchodu pomocí implikované výhrůžky použití síly, a tím odstartoval éru rychlého rozvoje zahraničního obchodu a pozápadňování. Velkým dílem kvůli ponižujícím podmínkám nerovných dohod brzy čelil šógunát vnitřnímu napětí, které se zhmotnilo do radikálního, xenofóbního hnutí sonnó džói (尊皇攘夷 – doslova „uctívejte císaře, vyžeňte barbary“).
Císař Kómei s těmito postoji souhlasil, porušil staletí trvající císařskou tradici a začal zaujímat aktivní roli ve státních záležitostech. Když se objevila příležitost, kritizoval dohody a pokusil se zasáhnout do šógunského nástupnictví. Jeho snahy vyvrcholily v březnu 1863 „Rozkazem na vyhnání barbarů“. Ačkoliv neměl šógunát nejmenší úmysl toto nařízení uvést v praktický život, přesto rozkaz inspiroval útoky vůči němu a cizincům v Japonsku. Například za smrt britského obchodníka Charlese Lennoxe Richardsona musel šógunát nakonec zaplatit odškodné 100 tisíc britských liber. Dalším incidentem bylo ostřelování zahraničních lodí v průlivu Šimonoseki v červnu a červenci 1863.
Zahraniční mocnosti odpověděly vojenskou silou, jakou bylo britské ostřelování Kagošimy v srpnu 1863 a mezinárodní ostřelování Šimonoseki v září 1864. Ve stejnou dobu oddíly z Čóšú, společně s xenofóbními róniny, vyvolaly povstání s cílem obsadit město Kjóto, kde se zdržoval císařský dvůr, ale byly odraženy šógunovými vojáky pod velením budoucího šóguna Jošinobua Tokugawy. Šógunát nařídil vést proti Čóšú trestnou výpravu, Čóšú se však vzdalo bez boje a vydalo vůdce povstání. Počáteční odpor k šógunátu ve vedení knížectví Čóšú a na císařském dvoře se zmírnil, ale následujícího roku šógunát již neuhájil celkovou moc nad zemí, jelikož většina daimjó začala ignorovat rozkazy a dotazy z Eda.

### Zahraniční vojenská pomoc
Navzdory ostřelování Kagošimy se knížectví Sacuma sblížilo s Brity a s jejich podporou začalo modernizovat svou armádu a námořnictvo. Skotský obchodník Thomas Blake Glover prodal značné množství válečných lodí a zbraní jižním knížectvím. Američtí a britští vojenští experti, většinou bývalí důstojníci, mohli být přímo zapojeni do vojenských záležitostí. Britský velvyslanec Harry Smith Parkes podporoval protišógunské síly v úsilí ustanovit legitimní jednotnou císařskou vládu v Japonsku, aby vyrušil francouzský vliv na šógunát. Během této doby jihojaponští vůdci, jako byli Takamori Saigó ze Sacumy či Hirobumi Itó a Kaoru Inoue z Čóšú, pěstovali osobní vztahy s britskými diplomaty, hlavně s Ernestem Masonem Satowem.
Také šógunát se připravoval na další konflikt modernizací svých vojsk. V souladu s Parkesovými plány se Britové, v té době hlavní partner šógunátu, zdráhali poskytnout pomoc. Tokugawové se tedy hlavně spoléhali na francouzskou odbornost, povzbuzeni tehdejší vojenskou prestiží císaře Napoleona III. vydobytou francouzskými úspěchy v krymské a druhé italské válce za nezávislost.
Šógunát podstoupil významné kroky k vybudování a modernizaci silného vojska; námořnictvo s jádrem osmi parních válečných lodí bylo vystavěno za několik let a již tehdy bylo nejsilnější mezi asijskými státy. Roku 1865 byl dostavěn první japonský moderní námořní arzenál v Jokosuce, jehož stavbu vedl francouzský stavitel Léonce Verny. V lednu 1867 dorazila do země francouzská vojenská mise, jejímž cílem byla reorganizace šógunovy armády a vytvoření elitní jednotky Denšútai. Navíc Japonci chtěli zakoupit americkou pancéřovou loď CSS Stonewall, pozůstatek americké občanské války. Kvůli deklarované nezávislosti západních zemí však Američané odmítli loď prodat, ale po změně americké politiky tuto loď získala císařská strana a nasadila ji v námořní bitvě u Hakodate pod jménem Kótecu.

### Státní převraty
Po převratu v Čóšú, kde se na vedoucí pozice vrátily extrémistické frakce, rozhlásil šógunát svůj záměr vést další výpravu proti této části země. Tento krok přiměl Čóšú uzavřít tajné spojenectví se Sacumou. V létě 1866 byl šógunát poražen, což mělo za následek značnou ztrátu autority. Ke konci téhož roku ale zemřeli jak šógun Iemoči Tokugawa, tak i císař Kómei. Na jejich postech je nahradili Jošinobu Tokugawa a císař Meidži. Dne 9. listopadu 1867 byl Sacumou a Čóšú vytvořen tajný příkaz ve jménu císaře Meidži, nakazující „zmasakrování zrádného poddaného Jošinobua“. Nicméně ještě před tímto se Jošinobu – na návrh daimjó z Tosy – vzdal svého postu a předal své pravomoci císaři. Souhlasil také s tím, že bude „nástrojem pro vykonávání“ císařských příkazů. Tokugawský šógunát tak přestal existovat.
Ačkoliv Jošinobuova rezignace vytvořila nepatrné prázdno na nejvyšším stupni vlády, jeho státní aparát přetrval. Navíc vláda šógunátu, zvláště rod Tokugawa, zůstala přední silou ve vyvíjejícím se politickém řádu a podržela si mnoho výkonných pravomocí. Tuto vyhlídku shledali zastánci tvrdé linie ze Sacumy a Čóšú jako nepřijatelnou a 3. ledna 1868 obsadili císařský palác v Kjótu. Následujícího dne prohlásil patnáctiletý císař Meidži plnou obnovu své vlády. Ačkoliv byla většina císařského poradního sboru spokojena s formálním vyhlášením přímé vlády a tíhla k podpoře pokračující spolupráce s Tokugawy pod pojetím „spravedlivé vlády“ (公議政体, kógiseitai), Takamori Saigó přiměl hrozbami sbor zrušit titul šóguna a přikázat konfiskaci Jošinobuových zemí.
Zpočátku s těmito požadavky Jošinobu souhlasil, ale dne 17. ledna 1868 prohlásil „že nebude vázán vyhlášením reforem a vyzývá dvůr, aby je odvolal.“ Dne 24. ledna se Jošinobu rozhodl připravit útok proti Kjótu, v té době obsazenému silami ze Sacumy a Čóšú. Toto rozhodnutí bylo uspíšeno poté, co se dozvěděl o sérii žhářských útoků v Edu, počínaje vypálením předhradí zdejšího hradu, hlavní residence Tokugawů. Z tohoto činu byl obviněn sacumský rónin, který ten den zaútočil na sídlo vlády. Následujícího dne šógunovy jednotky odpověděly útokem proti místní rezidenci daimjó ze Sacumy, kde se skrývalo na Saigóův příkaz mnoho šógunových odpůrců. Palác byl spálen a mnoho oponentů bylo zabito nebo později popraveno.

## Počáteční střety
Dne 27. ledna 1868 vojsko šógunátu napadlo jednotky z Čóšú a Sacumy poblíž Toby a Fušimi na jižním přístupu ke Kjótu. Část 15tisícové šógunovy armády byla vycvičena francouzskými vojenskými poradci, ale většina sestávala ze středověkých samurajských oddílů. Zatímco jednotky Čóšú a Sacumy, přečíslené 3:1, byly plně modernizovány a vyzbrojeny houfnicemi Armstrong, puškami Minié a několika Gatlingovými kulomety. Po počátečním nerozhodnutém střetu byl druhý den propůjčen bránícím jednotkám císařský prapor a císařův příbuzný Komacu Akihito byl jmenován jejich formálním vrchním velitelem, čímž se z nich oficiálně stala císařská armáda (官軍, kangun). Navíc několik daimjó, dosud věrných šógunovi, po přesvědčování dvořany přeběhlo na stranu císařského dvora. Byli to daimjó z Joda (5. února) a z Cu (6. února), kteří nakonec převážili vojenskou rovnováhu na císařskou stranu.
Dne 7. února šógun, očividně rozrušen císařským uznáním akcí Sacumy a Čóšú, opustil Ósaku na palubě Kaijó Maru a stáhl se do Eda. Šógunovy jednotky, demoralizovány jeho útěkem a také zradou Joda a Cu, ustoupily, čímž prakticky darovaly vítězství u Toby a Fušimi císařským, ačkoliv měly mít dostatek sil k jejich porážce. Hrad Ósaka byl následujícího dne oblehnut. Zhruba ve stejný čas jako tyto události se dne 28. ledna odehrála námořní bitva u Awy mezi šógunovým loďstvem a částí sacumské flotily. Jednalo se o teprve druhý střet moderních lodí v dějinách Japonska. Bitva skončila vítězstvím šógunátu.
Na začátku února se v otevřeném přístavu Hjógo (dnešní Kóbe) sešli zástupci zahraničních zemí a vydali deklaraci označující šógunát jako jedinou právoplatnou vládu v Japonsku. To dalo Jošinobuovi naději, že zahraniční mocnosti (především Francie) mohou zvažovat intervenci v jeho prospěch. Nicméně o několik dní později navštívila zástupce císařská delegace, která prohlásila, že šógunát byl zrušen, přístavy zůstanou otevřeny podle mezinárodních smluv a cizinci budou ochráněni. Vyslanci díky tomuto nakonec uznali novou vládu. Nárůst proticizineckých nálad však vedl k několika útokům na cizince v následujících měsících. Jedenáct francouzských námořníků z korvety Dupleix bylo 8. března 1868 zabito samuraji z Tosy. O patnáct dní později byl napaden britský velvyslanec Harry Parkes skupinou samurajů na ulici v Kjótu.

## Kapitulace Eda
V únoru byl s pomocí francouzského velvyslance Léona Rochese formulován plán na zastavení postupu císařského vojska v Odawaře posledním strategickém vstupním místě do Eda, ale Jošinobu se vyslovil proti tomuto plánu. Šokovaný Roches rezignoval na svou pozici. Na počátku března podepsaly zahraniční mocnosti pod vlivem britského vyslance Harryho Parkese striktní dohodu o neutralitě, podle níž neměly intervenovat nebo poskytovat vojenské zásoby žádné straně konfliktu, dokud se tento sám nevyřeší.
Takamori Saigó zatím vedl vítězné císařské oddíly na sever a východ Japonska. Zvítězil v bitvě u Kóšú a Kacunumy. V květnu 1868 nakonec obklíčil Edo, což vedlo k jeho pádu poté, co ministr šógunovy armády Kaišu Kacu vyjednal bezpodmínečnou kapitulaci. Některé skupinky pokračovaly v odporu i po této kapitulaci, ale byly dne 4. července 1868 poraženy v bitvě u Uena. Velitel šógunova loďstva Takeaki Enomoto odmítl odevzdat všechny své lodě. Předal pouze čtyři lodě (mezi nimi i parní fregatu Fudžijama), ale poté uprchl na sever se zbytkem flotily (osmi parními válečnými loděmi Kaiten, Banrjú, Čijodagata, Čógei, Kaijó Maru, Kanrin Maru, Mikaho a Šinsoku) a 2000 námořníky v naději, že zde přípraví protiútok spolu se severními daimjó. Byl doprovázen hrstkou francouzských vojenských poradců, mezi nimi i Julesem Brunetem, který oficiálně opustil francouzskou armádu, aby mohl následovat povstalce.

## Vzdor Severní koalice
Po Jošinobuově kapitulaci většina Japonska přijala císařovu vládu, ale jádro knížectví na severu, podporující klan Aizu, pokračovalo v odporu. V květnu 1868 zformovalo několik severních daimjó alianci pro boj s císařskými jednotkami. Koalice severních knížectví zahrnovala hlavně oddíly z knížectví Sendai, Jonezawy, Aizu, Šónai a Nagaoky s celkovou sílou 50 000 mužů. Císařský princ Kitaširakawa Jošihisa uprchl na sever se stoupenci tokugawského šógunátu a stal se formálním vůdcem Severní aliance, občas titulován jako „císař Tóbu“.
Enomotovo loďstvo vplulo do přístavu Sendai 26. srpna 1868 a spojilo své síly s aliancí. Ačkoliv byly síly Severní aliance početné, byly chabě vyzbrojeny a spoléhaly na tradiční metody vedení boje. Moderní výzbroj byla vzácná, a proto se objevily snahy vyrobit děla ze dřeva vyztužené provazy a střílející kamenné koule. Takováto děla, umístěná na obranných strukturách, mohla vystřelit pouze čtyři až pět koulí před tím, než praskla. Naproti tomu se daimjó z Nagaoky povedlo zajistit dva ze tří Gatlingových kulometů v Japonsku a 2 000 moderních francouzských pušek od německého obchodníka se zbraněmi Henryho Schnella.
V květnu 1868 způsobil daimjó z Nagaoky těžké ztráty císařským vojskům v bitvě u Hokuecu, ale jeho hrad nakonec přesto padl dne 19. května. Císařské oddíly pokračovaly ve svém postupu na sever. Porazily jednotky Šinsengumi v bitvě v průsmyku Bonari, což otevřelo cestu k jejich útoku na hrad Aizuwakamacu v říjnu 1868. Pozice aliance v Sendai se stala neudržitelnou. Aliance se rozpadla a 12. října 1868 opustila Enomotova flotila Sendai a vydala se k Hokkaidu. Ještě před tím se jí podařilo získat dvě další lodě (Oe Maru a Hóó Maru), původně zapůjčené knížectví Sendai šógunátem, a okolo 1 000 nových mužů: zbývajících šógunových jednotek pod velením Keisukeho Ótoriho, oddílů Šinsengumi v čele s Tošizóem Hidžikatou a partyzánů (jugekitai) vedených Kacutaróem Hitomim a také několik dalších francouzských poradců (Fortanta, Gardeho, Marlina a Bouffiera).
Dne 26. října bylo Edo přejmenováno na Tokio a oficiálně začalo období Meidži. Na začátku tohoto měsíce bylo oblehnuto Aizu, což vedlo k hromadné sebevraždě 20 mladých válečníků z Bjakkotai. Po zdlouhavé měsíční bitvě se Aizu konečně dne 6. listopadu vzdalo.

## Tažení na Hokkaidó

### Vytvoření Republiky Ezo

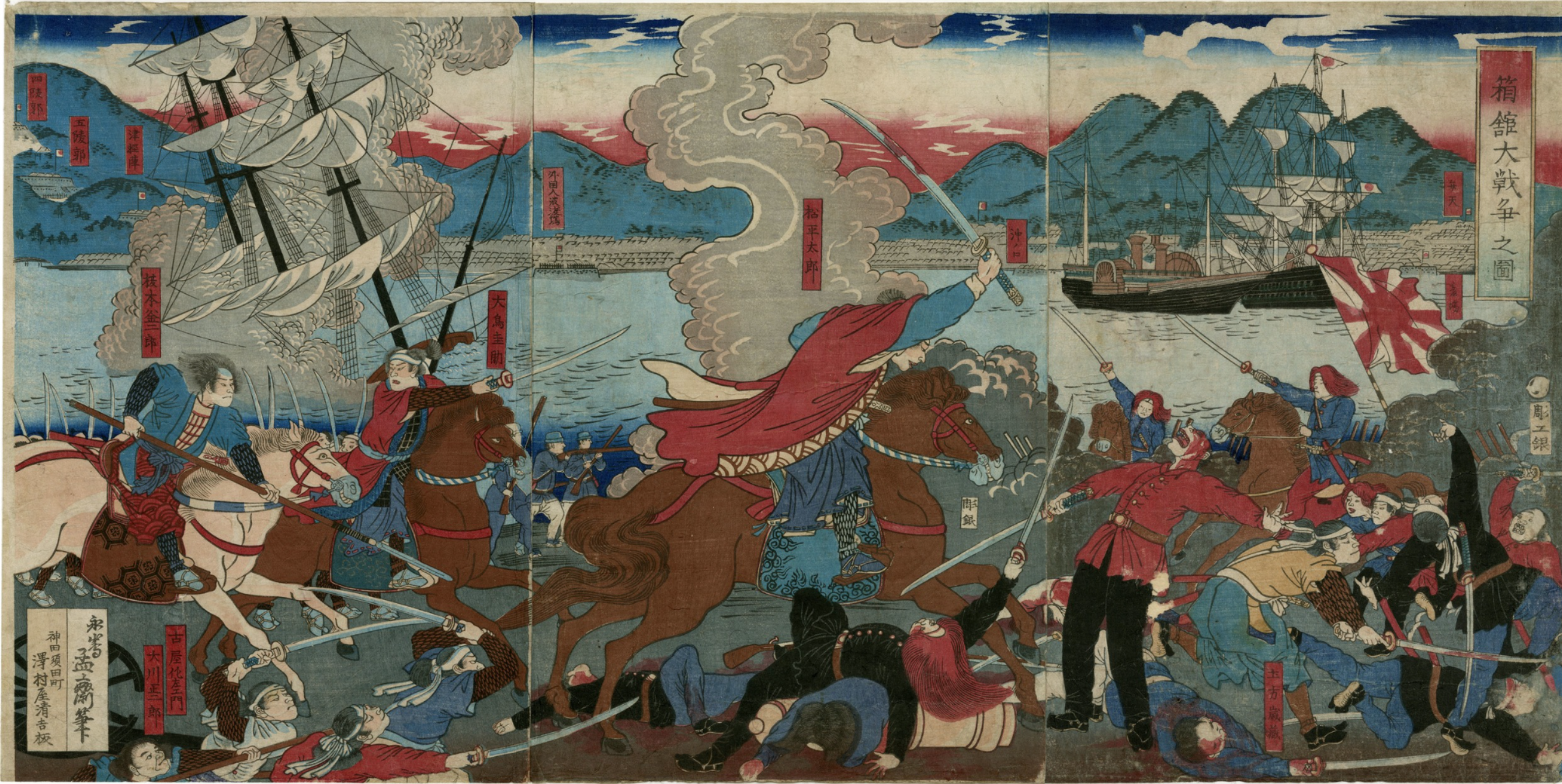
Bitva o Hakodate

Po porážce na Honšú uprchl Takeaki Enomoto se zbytky loďstva na Hokkaidó. Spolu s francouzskými poradci vytvořil vládu s cílem utvořit nezávislý ostrovní stát na Hokkaidu. Dne 25. prosince 1868 byla oficiálně vyhlášena Republika Ezo, postavená na americkém modelu. Jednalo se o první a jedinou republiku kdy v Japonsku vyhlášenou. Enomoto byl zvolen výraznou většinou novým prezidentem. Republika se pokusila oslovit zahraniční poselstva, která se nacházela v Hakodate, jako např. Američany, Francouze a Rusy, ale nezajistila si žádné mezinárodní uznání nebo podporu. Enomoto navrhl udělit toto území tokugawskému šógunovi pod císařskou vládou, ale jeho návrh byl zamítnut císařskou vládnoucí radou.
Během zimy opevnili vzbouřenci své pozice okolo jižního poloostrova Hakodate, s nově postavenou pevností Gorjókaku ve středu. Jednotky byly uspořádány pod francouzsko-japonským velením (vrchnímu veliteli Keisukemu Ótoriovi sekundoval francouzský kapitán Jules Brunet) a rozděleny do čtyř brigád. Každá z nich byla vedena francouzským poddůstojníkem (Fortant, Marlin, Cazeneuve, Bouffier) a dále dělena do osmi půlbrigád pod japonským velením.

### Konečné porážky a kapitulace
Císařské námořnictvo dorazilo v přípravě invaze do přístavu Mijako na severu Honšú dne 20. března 1869. Vzbouřenci, očekávající příjezd těchto lodí, vymysleli plán na zajetí Kótecu, nejsilnější lodě sestavy. V čele s velitelem Šinsengumi Tóšizou Hidžikatem byly vyslány tři paroplachetní lodě k překvapivému útoku na zátoku Mijako. Bitva skončila nezdarem vzbouřenců, především kvůli špatnému počasí, problémy s motorem a ráznému použití Gatlingova kulometu proti útočícím samurajům.
Císařské oddíly brzy upevnily své postavení na Honšú a v dubnu 1869 byla proti Ezu vyslána flotila a pozemní jednotky o síle 7 tisíc mužů. Vypukla rozhodující bitva. Císařské vojsko postupovalo rychle a vyhrálo námořní střetnutí v Hakodatském zálivu. Pevnost Gorjókaku s posádkou 800 mužů byla obklíčena. Francouzští poradci, když viděli bezvýchodnost situace, uprchli na francouzskou fregatu Coëtlogon pod velením kapitána Dupetit-Thouarse, kotvící v Hakodate. Odtud se přes Jokohamu dostali do Francie. Japonci požadovali, aby tito poradci byli ve Francii souzeni, avšak díky lidové podpoře jejich činů nebyli nakonec potrestáni.
Enomoto byl odhodlán bojovat do konce a poslal své cennosti protivníkovi na úschovu. Nakonec jej ale Ótori přesvědčil, aby se vzdal, neboť mu řekl, že rozhodnutí žít v porážce je skutečně odvážná cesta: „Jestli je smrt to, co chceš, můžeš ji mít kdykoliv.“ Enomoto se vzdal 18. května 1869 a přijal vládu císaře Meidži. Republika Ezo přestala existovat 27. června 1869.

## Následky
Po vítězství se nové vedení snažilo sjednotit zemi pod jedinou, legitimní a silnou vládou císařského dvora. Císařovo sídlo bylo na konci roku 1868 přeneseno z Kjóta do Tokia. Vojenská a politická moc jednotlivých knížectví byla postupně eliminována a samotná knížectví byla brzy přeměněna na prefektury, jejichž správci byli jmenováni císařem. Významnou reformou se stalo vyvlastnění a zrušení třídy samurajů, což umožnilo mnoha samurajům získat administrativní a podnikatelské posty, ale mnoho dalších odsoudilo k chudobě. Jižní knížectví Sacuma, Ćóšú a Tosa, která se rozhodujícím způsobem podílela na císařově vítězství, získala většinu klíčových míst ve vládě na několik poválečných desetiletí. Tomuto rozvržení sil se někdy říká „oligarchie Meidži“. Roku 1869 byla postavena svatyně Jasukuni v Tokiu k uctění památky obětí války Bošin.
Někteří vedoucí straníci bývalého šógunátu byli uvězněni a jen tak tak unikli popravě. Tato shovívavost pocházela z naléhání Takamoriho Saigóa a Tomomi Iwakury, ačkoliv velká váha byla přikládána také radě britského vyslance Parkese. Ten tvrdil Saigóovi (slovy Ernesta Satowa), „že přísnost vůči Keikimu (Jošinobuovi Tokugawovi) nebo jeho stoupencům, obzvláště ve formě osobního potrestání, by poškodila reputaci nové vlády u evropských mocností.“ Po dvou až třech letech věznění byla většina potrestaných povolána k službě v nové vládě a několik z nich mělo skvělou kariéru. Například Takeaki Enomoto později zastával post vyslance v Rusku a Číně a ministra školství.
Císařská strana dále neprosazovala svůj záměr vypudit zahraniční vlivy z Japonska, ale namísto toho přešla k progresivnější politice, která se zaměřovala na pokračující modernizaci země a znovuvyjednání nerovných dohod se zahraničními mocnostmi pod pozdějším heslem „bohatá země, silná armáda“ (富国強兵, fukoku kjóhei). Změna postoje k cizincům přišla během prvních dnů občanské války; dne 8. dubna 1868 byly vyvěšeny nové informační tabule v Kjótu (a později v celé zemi), které výhradně zavrhovaly násilí vůči cizincům. Během konfliktu přijímal císař Meidži osobně evropské vyslance, původně v Kjótu, později v Ósace a Tokiu. Bezprecedentní bylo také císařovo přijetí Alfréda, vévody z Edinburku „jako sobě rovného pokud jde o krev.“
Ačkoliv počátek éry Meidži byl svědkem zlepšování vztahů mezi císařským dvorem a zahraničními mocnostmi, vztahy s Francií byly dočasně zakaleny faktem, že Francie původně v konfliktu podporovala šóguna. Ale již brzy poté, roku 1872, byla do Japonska pozvána druhá francouzská vojenská mise a roku 1884 třetí. Vzájemné vztahy se zlepšovaly a Francie pomáhala s vybudováním prvního velkého moderního císařského válečného námořnictva pod dohledem námořního konstruktéra Louise Émila Bertina. Modernizace země sice započala již v posledních letech šógunátu, ale díky více zredukované a centralizované byrokracii bylo císařství v tomto úsilí úspěšnější.
Po své korunovaci vydal císař Meidži Přísahu pěti článků, ve které se dožadoval vytváření poradních shromáždění, sliboval lepší příležitosti pro obyčejný lid, odstraňoval „špatné zvyky minulosti“ a zavázal se získávat znalosti ze světa, aby „posílily základy císařské vlády“. Hlavní reformy období Meidži zahrnovaly zrušení systému knížectví v roce 1871, kdy byla feudální panství a jejich dědiční vládci nahrazeni prefekturami se správci jmenovanými císařem, zavedení povinné školní docházky a zrušení výhod konfuciánské třídy. Reformy vyvrcholily roku 1889, kdy byla vydána ústava Meidži. Nicméně i přes podporu císařského dvora ze strany samurajů bylo mnoho prvotních reforem Meidži vnímáno jako škodlivých jejich zájmům. Vytvoření branné armády z prostých občanů a ztráta dědičné prestiže a příjmů popudila mnoho bývalých samurajů. Napětí vzrůstalo především na jihu, kde vyústilo roku 1874 v Sagské povstání a roku 1876 v Čóšúské povstání. Bývalí samurajové v Sacumě vedení Takamorim Saigóem, kteří opustili vládu kvůli neshodám v politice vůči cizincům, rozpoutali roku 1877 Sacumské povstání. Bojovali za zachování samurajské třídy a mravnější vládu, jejich heslem bylo „nová vláda, vysoká morálka“ (新政厚徳, šinsei kótoku). Jejich rebelie skončila totální porážkou v bitvě o Širojamu.